# 아폴로 4호
아폴로 4호(Apollo 4, AS-501)는 미국 NASA의 아폴로 계획에 의하여 1967년 11월 9일에 발사된 무인 아폴로 우주선이다. 아폴로 우주선 최초로 발사에 새턴 V 로켓을 이용하였다.

## 목적

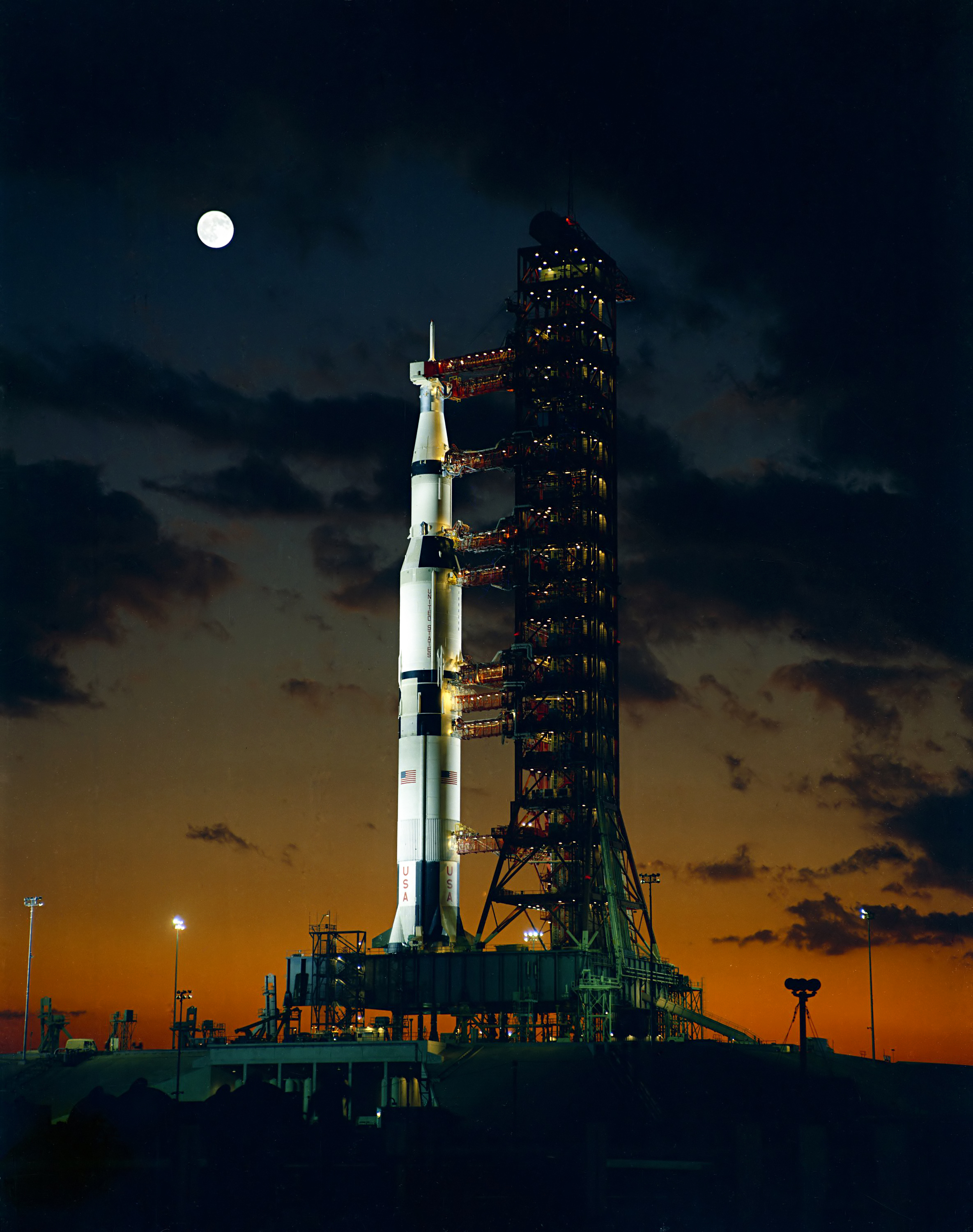
1967년 11월 9일, 발사대기중인 아폴로 4호

사상 최대의 로켓 새턴 V 로켓은 아폴로 4호의 발사가 첫 비행이었다. 또 새턴 V 로켓을 위해서 설계된, 훗날의 아폴로 우주선이나 우주왕복선의 발사에도 사용된 케네디 우주 센터 발사 시설 39 발사대가 사용되는 것도 이번이 처음이었다.
아폴로 4호 미션의 주 목적은, 말할 필요도 없이 새턴 V 로켓의 제1단 로켓인 S-IC와 제2단 로켓 S-II의 발사 시험이지만, 동시에 제3단 로켓 S-IVB를 처음으로 우주 공간에서 재점화해, 사령선을 달에서 귀환할 때와 비슷한 속도로 대기권에 재돌입시키는 목적도 있었다. 이것을 위해 우주선과 로켓에는 4,098개의 계측 기기가 설치되었다.
새턴 V 로켓이 완성체로 비행하는 것은 아폴로 4호가 처음이었다. 다단식 로켓의 모든 단을 한 번에 정리해 발사하는 방식은, 새턴 로켓의 아버지격인 베르너 폰 브라운이 벌써 제2차 세계 대전 중에 독일에서 구상했었지만, 아폴로 우주선의 엔지니어들은 한결같이 불안해했다. 하지만 이 방법이 아니면 존 F. 케네디 대통령이 표명한 '1960년대가 가기 전에 인간을 달에 보낸다'라는 목표를 달성할 수 없었으므로, 이 방법은 결국 엔지니어들의 불만을 무릅쓰고 1963년에 채용되었다.
아폴로 4호의 주된 탑재체는 두 개가 있었다. 하나는 아폴로 사령선·기계선으로, 아직 인간이 탑승할 수 있지는 않았지만, 신형 방열판과 해치가 사용되었다. 또 하나는 LTA-10R로 불리는 달 착륙선으로, 중량이나 중심은 실제 아폴로 달 착륙선을 탑재했을 때와 완전히 같도록 설계되었다.

## 발사 준비
최초로 케네디 우주 센터에 도착한 것은 제3단 로켓(S-IVB)으로, 구피 수송기에 의해 공중 수송되었다. 계속해서 제1단(S-IC), 제2단(S-II) 로켓이 각각 수송선으로 반입되어 VAB(Vehicle Assembly Building, 동체 조립 건물) 내에서 조립되었다.
우주선의 반입일은 1966년 12월 24일, 제2단 로켓의 반입일은 1967년 1월 12일로 예정되어 있었지만, 그로부터 15일 후인 1967년 1월 27일에 아폴로 1호에서 화재가 발생해 우주비행사 3명이 희생되는 참사가 발생했다. 검사 결과, 전기 배선에 1,407개의 문제가 있는 것이 발견되어 사령선은 근본적인 설계를 재검토하게 되었다. 이 사고로 인해 아폴로 계획의 스케줄은 대폭 늦춰졌다.
S-II의 설치 작업은 1967년 2월 23일에 행해졌다. 이것은 극히 정밀한 조작을 필요로 하는 일이었다. 우주선은 최종적으로 1967년 6월 20일에 조립되었다. 기체가 크롤러 트랜스포터(Crawler Transporter)라고 불리는, 당시 세계 최대의 캐터필러 차량에 탑재되어 이동식 발사대와 함께 VAB로부터 모습을 나타낸 때는, 당초 예정보다 6개월이 늦은 1967년 8월 26일이었다.

## 비행
연료 주입은 1967년 11월 6일에 시행되었다. 총량은 액체 산소가 트레일러 89대분 , 액체 수소가 트레일러 28대분 , 제1단 로켓 연료의 등유가 화차 27대분이나 되었다. 제1단 로켓의 소음은 예상되었던 것보다 훨씬 컸고, VAB는 발사대로부터 4마일이나 떨어져 있었음에도 불구하고 CBS의 캐스터 발터 크론카이트가 중계를 하고 있던 보도 부스의 천장의 타일이 떨어질 정도로 격렬하게 떨렸다. 이 일을 토대로, NASA는 다음 발사부터는 발사 시 연소 가스 아래에 수천 갤런의 물을 방출해 소음을 저감시켰다. 이 방법은 현재 우주왕복선의 발사 때에도 계속해서 사용되고 있다.
발사는 완벽히 진행되었고, S-IVB와 아폴로 우주선은 예정대로 고도 185 km 의 궤도에 진입했다. 지구를 2회 돈 후 S-IVB를 재점화하고, 우주선은 원지점 17,000 km 이상의 타원 궤도에 진입했다. 그 후, S-IVB를 분리하고, 기계선의 주 엔진을 점화해 고도 18,000 km까지 도달했다. 원지점을 통과한 후, 달에서의 귀환을 상정해 주 엔진으로 다시 가속해 사령선은 대기권에 재돌입했다. 착수 지점은 예정 지점에서 불과 16 km 밖에 떨어지지 않았기 때문에, 아폴로 4호의 회수 항공모함 USS 베닝턴(USS Bennington)의 함상에서도 아폴로 4호의 낙하 모습을 확인할 수 있었다.

## 영상
다큐멘터리 프로그램 등에서 자주 사용되는, 로켓의 분리를 촬영한 유명한 영상은 아폴로 4호 및 아폴로 6호에서 촬영된 것이다. 이 안에서 볼 수 있는 백색광은 액체 산소·액체 수소 로켓의 배기 가스인 고온의 수증기이며, 붉은 불꽃은 고체 연료 로켓의 배기 가스이다. 이 영상은 15배속으로 촬영되었다. 필름을 탑재한 캡슐은 로켓 분리 후 즉시 대기권에 재돌입하여 낙하산으로 해상에 착수한 후 회수되었다.

## 사령선 위치
현재 아폴로 4호 사령선은 미시시피주의 세인트 루이스에 있는 NASA의 존 C. 스테니스 우주 센터에 전시되고 있다.